# Schwarz János Mihály
Schwarz János Mihály (Kőszeg, Vas vármegye, 1774. június 16. – Eperjes, 1858. február 21.) bölcseleti doktor, evangélikus lelkész.

## Élete
Ahol atyja posztós volt. Schwarz Nemescsón és szülővárosában végezte alsóbb iskoláit, 1790-ben a soproni ágostai evangélikus líceumba került. 1796. október 13-án a wittenbergi egyetemre iratkozott be, ahol 1798. április 30-án bölcseletdoktori oklevelet szerzett. 1798-ban a jenai egyetemet kereste fel, ahol Fichte, Schelling, Griesbach és Ilgen voltak tanárai. 
Midőn 1799-ben visszatért hazájába, eleintén Sopronban nevelősködött, majd 1800. december 8-án az eperjesi egyházközségnek lett lelkésze és ott működött 1850-ig. Kitűnő egyházi szónok és a felsőmagyarországi szabad királyi városoknak húsz évig (1828-1848) seniora volt, akit a tiszai kerület szuperintendenssé való megválasztásával akart kitüntetni, amit azonban az akkor már beteges aggastyán nem fogadott el. Félszázados lelkészi működése alkalmával (1850. december 8.), melyet az egyházközség nagy ünnepélyességgel ült meg, a jenai egyetem teológiai kara tiszteletbeli doktorrá avatta, a király pedig a koronás arany érdemkereszttel tüntette ki és nyugdíjat engedélyezett neki.

## Művei
- Wie haben wir uns auf unsern Tod auf die beste Art vorzubereiten? In einer Leichenrede den 10. October 1802. Kaschau. (Dem Andenken des weiland Joh. Ferd. Ochsz... Lehrers u. Predigers der evang. Gemeinde zu Kaschau gewidmet.)
- Den Neugebornen unserer werthen evangel. deutschen Gemeinde allhier als Taufgebinde dargebracht. Eperjes, 1804 (Neustädter János Károlylyal együtt. Az oltást ajánló munka. Ism. Annalen, Wien 1807. II. 129. l.)
- Das Glück der Erde ist nicht die höchste und letzte Bestimmung des Menschen. Oedenburg, 1851.
- Ein Wort aus der Zeit der dritten Säcularfeier der Reformation. Leutschau, 1851
- Ein oft gehörtes, wenig befolgtes, darum neu zu wiederholendes Wort über das Schulwesen und namentlich das der Volksschule. Kaschau, 1851 (névtelenül)
- Fromme Wünsche beim Anbeginn der zweiten Hälfte ds neunzehnten Jahrhunderts, Kirchliches und Staatlichen betreffend. Pest, 1851
- Abschieds-Mahnung an seine theuere Eperiesser Gemeinde. Leutschau, 1852
- Über die Wunder der evangelischen Geschichte. Uo. 1853
- Für die neue Bahn der Zeit. Kaschau, 1854
- Worte des innigsten Dankes, freudiger Empfindungen, heiliger Vorsätze, am dritten hundertjährigen Gedächtnissfeste des theuer errungenen Augsburger Religionsfriedens, als den 23. September 1855 im Hause des Herrn zu Eperies vor dem Altare gesprochen. Pest, 1855
- Ein feierliches Tedeum aus Anlass des höchsterfreulichen Ereignisses, der glücklich erfolgten Entbindung Ihrer k. k. Majestät. Abgehalten in der ev. Kirche zu Eperies am. 11. Märcz 1855. Kaschau, 1855
- Das einzig wahre Christenthum zum fleissigen segenreichen Gebrauche in den Volksschulen. Uo. 1856
- Verfall der ersten Christus-Religion u. vernachlässigte Auferziehung der Kinder...
- Ein Wort der Liebe und des Ernstes über Predigswesen, Religion, Sittlichkeit und Kirchenthum...
- Der weise und würdige Gebrauch des Lebens. Güns, 1851 (A 13. és 14. számú egyházi beszéd kőnyomatban.)